# أراكاشة
الأراكاشة (الاسم العلمي: Arracacia) هي جنس من النباتات يتبع الفصيلة الخيمية من رتبة الخيميات.

## الأنواع
- أراكاشة إستوائية
- أراكاشة أرجوانية داكنة
- أراكاشة بيروفية
- أراكاشة بيضاوية
- أراكاشة جبلية
- أراكاشة حلقية
- أراكاشة خيطية الساق
- أراكاشة خيطية الشكل
- أراكاشة زغبية
- أراكاشة شاذة
- أراكاشة شجيرية
- أراكاشة شنايدرية
- أراكاشة شياباسية
- أراكاشة صفراء الجذور
- أراكاشة صلبة
- أراكاشة عارية الساق
- أراكاشة عالية
- أراكاشة عشبة النقرس
- أراكاشة فراشية
- أراكاشة قنابية
- أراكاشة كثيفة
- أراكاشة كولومبية
- أراكاشة لاقنابية
- أراكاشة محززة
- أراكاشة مزرقة
- أراكاشة مسكية